# Пабиллонис
Пабиллонис (итал. Pabillonis) — коммуна в Италии, располагается в регионе Сардиния, подчиняется административному центру Южная Сардиния.
Население составляет 2 700 человека(30-6-2019), плотность населения составляет 72,15 чел./км². Занимает площадь 37,42 км². Почтовый индекс — 9030. Телефонный код — 070.
Покровительницей коммуны почитается Пресвятая Богородица. Праздник ежегодно празднуется 5 августа.